# Jérôme Lulling
Jérôme Lulling – lingwista luksemburski. 
Przyczynił się do ustandaryzowania języka luksemburskiego, wcześniej uważanego za mówiony dialekt. W latach 2001–2002 stworzył pierwszy elektroniczny program do sprawdzania pisowni po luksembursku, który zawiera 125 tys. słów, o nazwie C.ORT.IN.A. Była to jednocześnie jego praca doktorska, którą obronił na Université Paul Valéry de Montpellier. We współpracy z innymi lingwistami napisał pierwszy słownik luksembursko-francuski, francusko-luksemburski oraz poradnik z zasadami pisowni luksemburskiej. Wykłada język luksemburski na uniwersytetach w Trewirze i Namur. Był jednym z ekspertów przy pisaniu Europejskiej karty języków regionalnych lub mniejszościowych.